# Cepheus incisus
Cepheus incisus är en kvalsterart som beskrevs av Mihelcic 1958. Cepheus incisus ingår i släktet Cepheus och familjen Cepheidae. Inga underarter finns listade i Catalogue of Life.